# Lijst van beelden in Kapelle
Dit is een (onvolledige) chronologische lijst van beelden in Kapelle. Onder een beeld wordt hier verstaan elk driedimensionaal kunstwerk in de openbare ruimte van de Nederlandse gemeente Kapelle, waarbij beeld wordt gebruikt als verzamelbegrip voor sculpturen, standbeelden, installaties, gedenktekens en overige beeldhouwwerken.
Voor een volledig overzicht van de beschikbare afbeeldingen zie: Beelden in Kapelle op Wikimedia Commons.
| Geplaatst | Omschrijving                    | Kunstenaar               | Straat                     | Plaats     | Materiaal       | Afbeelding |
| --------- | ------------------------------- | ------------------------ | -------------------------- | ---------- | --------------- | ---------- |
| 1946      | Monument voor Franse Militairen | Pieter Starreveld        | Kitskinderscheweg          | Kapelle    | natuursteen     |            |
| 1946      | Monument met Gallische haan     |                          | Kitskinderscheweg          | Kapelle    | natuursteen     |            |
| 1955      | Lakenwever en fruitteler        | Philip ten Klooster      | Kerkplein 1 (gemeentehuis) | Kapelle    |                 |            |
| 1998      | Oorlogsmonument                 | Fierloos                 | Marktplein                 | Biezelinge | roestvrij staal |            |
| 1998      | Oorlogsmonument                 | Fierloos                 | Kerkplein                  | Kapelle    | roestvrij staal |            |
| 1998      | Oorlogsmonument                 | Fierloos                 | Nieuwe Kerkplein           | Schore     | roestvrij staal |            |
| 1998      | Oorlogsmonument                 | Fierloos                 | Dorpsplein                 | Wemeldinge | roestvrij staal |            |
| 2002      | Beeld met appel en peer         | C. Barbé                 | Weststraat                 | Kapelle    | brons           |            |
| 2009      | Beeld Annie M.G. Schmidt        | Frank Rosen              | Kerkplein                  | Kapelle    | brons           |            |
| 2011      | Frans Oorlogsmonument           | Eduard Arutjnia          | Postweg                    | Kapelle    | kalksteen       |            |
| 2015      | Stairway to Heaven              | Paul en Menno de Nooijer | Vroonlandseweg             | Kapelle    | staal           |            |